# Cerovica
Cerovica je naselje v Občini Šmartno pri Litiji.Gručasto naselje Cerovica s 140 prebivalci leži na 314 m nadmorske višine v Posavskem hribovju v dolini potoka Reke ob cesti, ki vodi iz smeri Litije proti Gabrovki. Na jugu se dviga Benečak, kjer so njive, travniki in cerovški gozd, na vzhodu gozdnati Kožljevec (Kozlevec), kjer maja cvetijo šmarnice, in Kobiljek. Na severu se razteza dolina Draga. Pod vasjo teče Cerovški potok, ki se pri Zgornji Jablanici izliva v Jablaniški potok. Ob Cerovškem potoku se širi močvirnat svet. Nad cesto in pod njo so travniki in sadovnjaki. Zemlja je najrodovitnejša na Prelogu, kjer prevladujejo njive. Zaposleni vaščani delajo v Šmartnem pri Litiji in v Litiji, kar nekaj pa se jih vozi na delo v Ljubljano.